# 세르게이 스테파노프
세르게이 스테파노프(Sergey Stepanov, 러시아어: Серге́й И́горевич Степа́нов 세르게이 이고레비치 스테파노프[*], 1984년 9월 3일 ~ )는 몰도바의 색소폰 연주자, 작곡가이다. 3인조 그룹 선스트로크 프로젝트의 멤버이며, 오슬로에서 열린 유로비전 송 콘테스트 2010에서 춤을 추며 공연하는 모습을 편집한 Epic Sax Guy라는 인터넷 밈으로 유명하다.